# World Poker Tour seizoen 5
Een overzicht van de evenementen uit het vijfde seizoen van de World Poker Tour (WPT) en resultaten van de hoofdtoernooien daarvan. De winnaars hiervan schrijven naast het prijzengeld een officiële WPT-titel op hun naam:

### Mirage Poker Showdown
- Casino: The Mirage, Las Vegas
- Buy-in: $10.000,-
- Datum: 14 mei t/m 17 mei 2006
- Aantal deelnemers: 384
- Totaal prijzengeld: $3.724.800,-
- Aantal uitbetalingen: 36

| Positie | Naam            | Prijs        |
| ------- | --------------- | ------------ |
| 1ste    | Stanley Weiss   | $1.320.255,- |
| 2de     | Harry Demetriou | $673.272,-   |
| 3de     | Devin Porter    | $332.937,-   |
| 4de     | David Williams  | $221.958,-   |
| 5de     | Steve Frederick | $166.469,-   |
| 6de     | Robert Mizrachi | $129.476,-   |

### Mandalay Bay Poker Championship
- Casino: Mandalay Bay, Las Vegas
- Buy-in: $10.000,-
- Datum: 4 juni t/m 8 juni 2006
- Aantal deelnemers: 349
- Totaal prijzengeld: $3.385.300,-
- Aantal uitbetalingen: 50

| Positie | Naam          | Prijs        |
| ------- | ------------- | ------------ |
| 1ste    | Joe Tehan     | $1.033.440,- |
| 2de     | Burt Boutin   | $604.765,-   |
| 3de     | Brad Booth    | $319.180,-   |
| 4de     | Alex Outhred  | $184.745,-   |
| 5de     | Al Stonum     | $134.390,-   |
| 6de     | Steve Vincent | $94.075,-    |

### Grand Prix de Paris
- Casino: Aviation Club de France, Parijs
- Buy-in: €10.000,-
- Datum: 12 juni t/m 16 juni 2006
- Aantal deelnemers: 232
- Totaal prijzengeld: €2.320.000,- ($2.805.856,-)
- Aantal uitbetalingen: 27

| Positie | Naam                | Prijs                    |
| ------- | ------------------- | ------------------------ |
| 1ste    | Christian Grundtvig | €712.500,- ($907.066,-)  |
| 2de     | Jani Sointula       | €356.250,- ($453.533,-,) |
| 3de     | Thomas Wahlroos     | €243.750,- ($310.312,-)  |
| 4de     | Henrik Witt         | €168.750,- ($214.831,-)  |
| 5de     | Phil Yeh            | €131.250,- ($167.091,-)  |
| 6de     | Pat Schuhl          | €93.750,- ($119.351,-)   |

### Legends of Poker
- Casino: Bicycle Casino, Los Angeles
- Buy-in: $10.000,-
- Datum: 26 augustus t/m 30 augustus 2006
- Aantal deelnemers: 466
- Totaal prijzengeld: $4.520.200,-
- Aantal uitbetalingen: 45

| Positie | Naam            | Prijs        |
| ------- | --------------- | ------------ |
| 1ste    | Joe Pelton      | $1.577.170,- |
| 2de     | Frankie O'Dell  | $776.385,-   |
| 3de     | Hoyt Corkins    | $381.540,-   |
| 4de     | Kevin O'Donnell | $226.260,-   |
| 5de     | Randy Holland   | $177.460,-   |
| 6de     | Scotty Nguyen   | $133.095,-   |

### Borgata Poker Open
- Casino: Borgata, Atlantic City
- Buy-in: $10.000,-
- Datum: 15 september t/m 19 september 2006
- Aantal deelnemers: 540
- Totaal prijzengeld: $5.238.000,-
- Aantal uitbetalingen: 54

| Positie | Naam            | Prijs        |
| ------- | --------------- | ------------ |
| 1ste    | Mark Newhouse   | $1.519.020,- |
| 2de     | Chris McCormack | $802.985,-   |
| 3de     | David Sklansky  | $419.040,-   |
| 4de     | Anthony Argila  | $366.660,-   |
| 5de     | Chris Bell      | $314.280,-   |
| 6de     | Blaise Ingoglia | $261.901,-   |

### Festa Al Lago
- Casino: Bellagio, Las Vegas
- Buy-in: $10.000,-
- Datum: 16 oktober t/m 20 oktober 2006
- Aantal deelnemers: 433
- Totaal prijzengeld: $4.200.100,-
- Aantal uitbetalingen: 100

| Positie | Naam                 | Prijs        |
| ------- | -------------------- | ------------ |
| 1ste    | Andreas Walnum       | $1.090.025,- |
| 2de     | Steve Wong           | $542.700,-   |
| 3de     | Joe Pelton           | $292.220,-   |
| 4de     | Christopher Loveland | $187.745,-   |
| 5de     | David Baker          | $125.240,-   |
| 6de     | Can Kim Hua          | $83.490,-    |

### Canadian Open Championship
- Casino: Fallsview Casino Resort, Niagara Falls
- Buy-in: C$2.500,-
- Datum: 22 oktober t/m 24 oktober 2006
- Aantal deelnemers: 298
- Totaal prijzengeld: C$720.533,- (US$639.913,-)
- Aantal uitbetalingen: 27

| Positie | Naam            | Prijs                      |
| ------- | --------------- | -------------------------- |
| 1ste    | Scott Clements  | C$250.027,- (US$222.524,-) |
| 2de     | Anthony O'Hagan | C$115.285,- (US$102.385,-) |
| 3de     | Vince Sessa     | C$61.245,- (US$554.392,-)  |
| 4de     | Terris Preston  | C$43.232,- (US$38.395,-)   |
| 5de     | Steven Buttery  | C$32.424,- (US$28.796,-)   |
| 6de     | Gia Trinh       | C$25.219,- (US$22.397,-)   |

### North American Poker Championship
- Casino: Fallsview Casino Resort, Niagara Falls
- Buy-in: C$10.000,-
- Datum: 25 oktober t/m 29 oktober 2006
- Aantal deelnemers: 497
- Totaal prijzengeld: C$4.829.332,- (US$4.288.965,-)
- Aantal uitbetalingen: 45

| Positie | Naam              | Prijs                          |
| ------- | ----------------- | ------------------------------ |
| 1ste    | Soren Turkewitsch | C$1.380.378,- (US$1.225.920,-) |
| 2de     | Jason Sagle       | C$676.107,- (US$600.456,-)     |
| 3de     | John Lam          | C$352.541,- (US$313.094,-)     |
| 4de     | Jim Worth         | C$289.760,- (US$257.338,-)     |
| 5de     | John Juanda       | C$217.320,- (US$193.003,-)     |
| 6e      | Marc Karam        | C$169.027,- (US$150.114,-)     |

### World Poker Finals
- Casino: Foxwoods, Mashantucket (Connecticut)
- Buy-in: $10.000,-
- Datum: 12 november t/m 16 november 2006
- Aantal deelnemers: 609
- Totaal prijzengeld: $5.749.481,-
- Aantal uitbetalingen: 60

| Positie | Naam             | Prijs        |
| ------- | ---------------- | ------------ |
| 1ste    | Nenad Medić      | $1.717.194,- |
| 2de     | EG Harvin        | $904.389,-   |
| 3de     | Mimi Tran        | $472.228,-   |
| 4de     | Michael Omelchuk | $343.439,-   |
| 5de     | Kathy Liebert    | $257.579,-   |
| 6de     | Michael Perry    | $200.340,-   |

### Doyle Brunson North American Poker Classic
- Casino: Bellagio, Las Vegas
- Buy-in: $15.000,-
- Datum: 14 december t/m 19 december 2006
- Aantal deelnemers: 583
- Totaal prijzengeld: $8.482.650,-
- Aantal uitbetalingen: 100

| Positie | Naam            | Prijs        |
| ------- | --------------- | ------------ |
| 1ste    | Joe Hachem      | $2.207.575,- |
| 2de     | Jim Hanna       | $1.099.430,- |
| 3de     | Daniel Negreanu | $592.000,-   |
| 4de     | Mads Andersen   | $380.630,-   |
| 5de     | David Redlin    | $253.715,-   |
| 6de     | Edward Jordan   | $169.145,-   |

### PokerStars Caribbean Adventure
- Casino: Atlantis Paradise Island
- Buy-in: $7.800,-
- Datum: 5 januari t/m 10 januari 2007
- Aantal deelnemers: 937
- Totaal prijzengeld: $7.063.842,-
- Aantal uitbetalingen: 180

| Positie | Naam            | Prijs        |
| ------- | --------------- | ------------ |
| 1ste    | Ryan Daut       | $1.535.255,- |
| 2de     | Isaac Haxton    | $861.789,-   |
| 3de     | Robert Ford     | $550.980,-   |
| 4de     | Robert Mizrachi | $409.703,-   |
| 5de     | Jonathan Little | $317.873,-   |
| 6de     | Frank Rusnak    | $247.234,-   |

### World Poker Open
- Casino: Gold Strike Resort and Casino, Tunica
- Buy-in: $10.000,-
- Datum: 21 januari t/m 25 januari 2007
- Aantal deelnemers: 294
- Totaal prijzengeld: $2.812.000,-
- Aantal uitbetalingen: 27

| Positie | Naam            | Prijs      |
| ------- | --------------- | ---------- |
| 1ste    | Bryan Sumner    | $913.986,- |
| 2de     | Daniel Negreanu | $502.691,- |
| 3de     | Young Cho       | $257.058,- |
| 4de     | Gary Kainer     | $199.934,- |
| 5de     | Kido Pham       | $171.372,- |
| 6de     | J.C. Tran       | $142.810,- |

### Borgata Winter Poker Open
- Casino: Borgata, Atlantic City
- Buy-in: $10.000,-
- Datum: 26 januari t/m 30 januari 2007
- Aantal deelnemers: 571
- Totaal prijzengeld: $5.529.000,-
- Aantal uitbetalingen: 54

| Positie | Naam            | Prijs        |
| ------- | --------------- | ------------ |
| 1ste    | John Hennigan   | $1.606.223,- |
| 2de     | Chuck Kelley    | $849.082,-   |
| 3de     | John Gale       | $443.096,-   |
| 4de     | Joe Simmons     | $387.709,-   |
| 5de     | Michael Sukonik | $332.322,-   |
| 6de     | Jon James       | $276.935,-   |

### L.A. Poker Classic
- Casino: Commerce Casino, Los Angeles
- Buy-in: $10.000
- Datum: 24 februari t/m 1 maart 2007
- Aantal deelnemers: 791
- Totaal prijzengeld: $7.593.600
- Aantal uitbetalingen: 54

| Positie | Naam             | Prijs        |
| ------- | ---------------- | ------------ |
| 1ste    | Eric Hershler    | $2.429.970,- |
| 2de     | J.C. Tran        | $1.177.010,- |
| 3de     | Jacobo Fernandez | $607.490,-   |
| 4de     | Paul Wasicka     | $455.615,-   |
| 5de     | Chau Giang       | $341.710,-   |
| 6de     | David Bach       | $257.425,-   |

### Bay 101 Shooting Star
- Casino: Bay 101, San Jose
- Buy-in: $10.000,-
- Datum: 12 maart t/m 16 maart 2007
- Aantal deelnemers: 450
- Totaal prijzengeld: $4.490.000,-
- Aantal uitbetalingen: 45

| Positie | Naam              | Prijs        |
| ------- | ----------------- | ------------ |
| 1ste    | Ted Forrest       | $1.100.000,- |
| 2de     | J.J. Liu          | $600.000,-   |
| 3de     | Amir Shayesteh    | $314.500,-   |
| 4de     | James Van Alstyne | $250.000,-   |
| 5de     | Vince Shaw        | $200.000,-   |
| 6de     | Bill Edler        | $160.000,-   |

### World Poker Challenge
- Casino: Reno Hilton, Reno
- Buy-in: $5.000,-
- Datum: 25 maart t/m 28 maart 2007
- Aantal deelnemers: 475
- Totaal prijzengeld: $2.278.250,-
- Aantal uitbetalingen: 45

| Positie | Naam                 | Prijs      |
| ------- | -------------------- | ---------- |
| 1ste    | J.C. Tran            | $683.473,- |
| 2de     | Juan Carlos Alvarado | $366.798,- |
| 3de     | David Pham           | $182.260,- |
| 4de     | Mark Seif            | $159.478,- |
| 5de     | John Hom             | $136.695,- |
| 6de     | Danny Wong           | $113.913,- |

### Foxwoods Poker Classic
- Casino: Foxwoods, Mashantucket, Connecticut
- Buy-in: $10.000,-
- Datum: 30 maart t/m 4 april 2007
- Aantal deelnemers: 415
- Totaal prijzengeld: $3.898.635,-
- Aantal uitbetalingen: 40

| Positie | Naam            | Prijs        |
| ------- | --------------- | ------------ |
| 1ste    | Raj Patel       | $1.298.405,- |
| 2de     | Paul Matteo     | $643.275,-   |
| 3de     | Antonio Cavezza | $370.370,-   |
| 4de     | Fred Goldberg   | $233.918,-   |
| 5de     | Seth Berger     | $175.439,-   |
| 6de     | Allen Kessler   | $136.452,-   |

### WPT Championship
- Casino: Bellagio, Las Vegas
- Buy-in: $25.000,-
- Datum: 21 april t/m 27 april 2007
- Aantal deelnemers: 639
- Totaal prijzengeld: $15.495.750,-
- Aantal uitbetalingen: 100

| Positie | Naam             | Prijs        |
| ------- | ---------------- | ------------ |
| 1ste    | Carlos Mortensen | $3.970.415,- |
| 2de     | Kirk Morrison    | $2.011.135,- |
| 3de     | Paul Lee         | $1.082.920,- |
| 4de     | Guy Laliberté    | $696.220,-   |
| 5de     | Tim Phan         | $464.110,-   |
| 6de     | Mike Wattel      | $309.405,-   |

WPT seizoen 1 · WPT seizoen 2 · WPT seizoen 3 · WPT seizoen 4 · WPT seizoen 5 · WPT seizoen 6 · WPT seizoen 7 · WPT seizoen 8 · WPT seizoen 9 · WPT seizoen 10 · WPT seizoen 11 · WPT seizoen 12 · WPT seizoen 13 · WPT seizoen 14 · WPT seizoen 15 · WPT seizoen 16 · WPT seizoen 17 · WPT seizoen 18 · WPT seizoen 19